# Nuevo Diario
Nuevo Diario es un diario argentino de la ciudad de Santiago del Estero, capital de la provincia homónima. Fue fundado el 15 de septiembre de 1991 y es propiedad del Grupo Cantos.

## Historia

### Fundación
José María Cantos fundó Nuevo Diario el 15 de septiembre de 1991, conformando un Multimedio comunicacional con la emisora radial LV11, que puso al aire en 1970.

## Instalaciones

### Oficina y planta
Nuevo Diario cuenta con una oficina ubicada en Calle 9 de Julio N° 390, y la planta de periódicos se encuentra ubicado en la Calle Buenos Aires N° 548 en la Ciudad de Santiago del Estero.